# Schlager (Album)
Schlager ist das fünfte Studioalbum der deutschen Pop-Schlager-Sängerin Vanessa Mai.

## Entstehung und Artwork

### Entstehung
Die meisten Titel des Albums wurden vom deutschen Komponisten, Liedtexter und Musikproduzenten Lukas Loules (ehemals Lukas Hilbert) verfasst, er ist an sieben von 13 neuen Titeln als Autor beteiligt. Loules stellte bereits auf dem Vorgänger Regenbogen zwei Autorenbeteiligungen. Mit jeweils sechs Autorenbeteiligungen schrieben Felix Gauder und Oli Nova die zweitmeisten Titel. Die beiden zählten zu den Hauptautoren bei dem Wolkenfrei Debütalbum Endlos verliebt sowie bei Mais zweiten Studioalbum Wachgeküsst. Der deutsche Hip-Hop-Produzent Choukri Gustmann schrieb fünf Titel, Katerina Loules – die Ehefrau von Lukas Loules – vier Titel und Laura Kloos drei Titel. Katerina Loules schrieb bereits auf dem Vorgänger das Lied Schönster Moment. Gustmann und Kloos arbeiteten erstmals mit Mai zusammen. Des Weiteren schrieben 16 weitere Autoren vereinzelt Stücke, darunter Sera Finale, Olexij Kosarev (Olexesh), die österreichischen Musikproduzenten Hubert Molander und Emanuel Treu oder auch das international erfolgreiche niederländische DJ-Duo Showtek (Sjoerd- und Wouter Janssen).
Produziert wurden die meisten neuen Titel von Gauder, er stellt insgesamt sechs Produktionen. Mit jeweils fünf Produktionen folgen Gustmann und Lukas Loules. Zwei Produktionen stammen vom deutschen Produzenten-Trio Silverjam (bestehend aus: Patrick Benzner, Serhat Sakin, Dave Roth) und letztlich eine von PzY. Als ausführende Produzentin fungierte Vanessa Mai. Das Mastering erfolgte unter der Leitung des Berliners Lex Barkey. Abgemischt wurde das Album durch Gauder (5 Titel), Gustmann (5 Titel) sowie zwei Titel durch das deutsche Produzenten-Trio Madizin (Silverjam). Neben Lukas Loules, Nova, Moritz Paschold, PzY, den Titans zeichneten die drei Parteien auch für die Programmierung verantwortlich.
Schlager wurde unter dem Musiklabel Ariola (einem Sublabel von Sony Music Entertainment) veröffentlicht, durch afm Publishing (13 Titel), ChampionsLeak Edition, Hanseatic Warner/Chappell, onetwofour Publishing und Shedler Music (5 Titel), Warner/Chappell (3 Titel) sowie neun weiteren Musikverlagen verlegt sowie durch Sony Music Entertainment vertrieben. Die Aufnahmen erfolgten in den Stuttgarter jojo music Studios, den House of Music Studios in Winterbach, den Lap Top Studios und dem Paramount Studio C in Los Angeles, den Hamburger Madizin Studios sowie im Zum goldenen Bunker in Düsseldorf.

### Artwork
Auf der Vorderseite des Albumcovers ist – neben Künstlernamen und Albumtitel – Mais Mund zu sehen. Es zeigt ihren leicht geöffneten Mund von nahem, mit zwei Fingern auf der Unterlippe. Die Finger drücken die Unterlippe so nach unten, dass die Innenseite von dieser zu sehen ist. Die Innenseite der Unterlippe ziert der Schriftzug „Schlager“, der den Anschein macht tätowiert zu sein. Der Künstlername befindet sich zwischen Oberlippe und Nase. Auf diverse Nachfragen, ob das Tattoo echt sei, antwortete Mai stets mit der Aussage, dass das ein Geheimnis bleibe. Auf der Rückseite des Albumcovers ist Mai hüllenlos in einem Meer aus Blumen zu sehen, lediglich ihre intimen Stellen sind von Blumen bedeckt. Die Cover-Rückseite wurde erstmals am Tag der Albumveröffentlichung präsentiert. Im Inneren der CD befindet sich ein Bild Mais, das sie ebenfalls hüllenlos vom Kopf bis knapp über die Brüste, vor einem blauen Hintergrund, zeigt. Ihr Gesicht und Oberkörper zieren diverse „Schlager“-Schriftzüge. Die Fotografien stammen allesamt von Marius Sperlich. Vor der Veröffentlichung des offiziellen Covers diente ein alternatives Coverbild zur Promotion. Dieses zeigt lediglich den Künstlernamen sowie den Albumtitel vor einem pinken Hintergrund.

## Veröffentlichung und Promotion

### Veröffentlichung
Allgemeine Veröffentlichungsdaten
Die Erstveröffentlichung von Schlager erfolgte am 3. August 2018 als CD und Download. Erstmals warb Mai am 18. Mai 2018 über Instagram für das Album. Die herkömmliche Version des Albums erschien als Doppelalbum und beinhaltet einen Tonträger mit neuen Studioaufnahmen sowie einen Tonträger mit Best-of-Aufnahmen von Mai und ihrem ehemaligen Bandprojekt Wolkenfrei. Beide CDs beinhalten jeweils zwölf Aufnahmen, sodass das Album auf insgesamt 24 Titel kommt. Bei den digitalen Versionen beinhaltet der erste Tonträger 13 Titel. Diese sind um das Stück Feuer und Eis erweitert. Bei den physischen Formen ist das Stück auf der Bonus-CD „Megamix“ zu finden. Zeitgleich erschienen neben der herkömmlichen Albumversion eine „Premium Fanbox“, eine „Ultra Deluxe Fanbox“ sowie eine „Magazin Edition“. Zusätzlich erschien drei Tage später eine exklusive Version im shop24direct Online-Shop.
Premium Fanbox
Die sogenannte „Premium Fanbox“ beinhaltet neben den beiden CDs der Standardversion jeweils zu jeder CD eine Kopie mit den Instrumentalversionen der Originale, sodass diese Version auf insgesamt 48 Titel kommt. Darüber hinaus liegen dieser Version des Albums Fanartikel bei. Als Fanartikel liegen der Box ein schwarzer Aufnäher mit der goldbrauner Aufschrift „Schlager“ (12 × 4 cm), ein Freundschaftsbuch (DIN-A5), ein Notizbuch (15 × 15 cm, je zur Hälfte kariert/liniert) und zwei Silikonarmbänder in den Farben rot und schwarz bei. Bei der CD-Verpackung handelt es sich um eine „Clamshell-Box“, eine Box mit aufklappbaren Deckel (Maße 235 × 235 mm).
Ultra Deluxe Fanbox
Die „Ultra Deluxe Fanbox“ beinhaltet alle Gegenstände der „Premium Fanbox“ sowie eine weitere CD mit einem 45-minütigen „Megamix“ und weitere Fanartikel. Das Album besteht somit aus fünf CDs, die 70 Titel enthalten und über eine Lauflänge von 204 Minuten verfügen. Neben den Fanartikel der „Premium Fanbox“ beinhaltet die „Ultra Deluxe Fanbox“ zusätzlich einen Kissenbezug, auf dem die Vorderseite des Albumcovers auf der einen und ein Blumenmeer (dasselbe wie bei der Rückseite des Albumcovers) auf der anderen Seite abgebildet sind (50 × 50 cm). Darüber hinaus liegt der „Ultra Deluxe Fanbox“ ein USB-Stick mit privaten Bildaufnahmen sowie Pressefotos und Videoaufnahmen von der Regenbogen Tour bei. Bei der CD-Verpackung handelt es sich um eine „Lift off Lid Box“, eine Box mit abnehmbaren Deckel (Maße 235 × 235 mm).
Magazin Edition
Die „Magazin Edition“ beinhaltet die beiden Standard-CDs, ein 72-seitiges Magazin mit handgeschriebenen Liedtexten, private und „Behind the Scenes“ Photos, ein Reisebericht von der Reise in die Vereinigten Staaten vom 25. Mai bis 5. Juni 2018, Interviews mit den Produzenten Felix Gauder und Lukas Loules-Hilbert sowie ein DIN-A2-Poster. Bei einigen Onlineanbietern beinhaltet der „Megamix“ 25 Titel, weil die letzten drei Lieder jeweils auf zwei Titel aufgeteilt wurden, bei der Wiedergabe der CD ist dies auch der Fall, nur auf der Rückseite des Pappschubers werden 22 Titel angegeben.
shop24direct Edition
Neben den regulären Albumversionen erschien über den Online-Shop shop24direct eine exklusive Ausgabe von Schlager am 6. August 2018. Diese besteht aus einer 4-CD-Box mit insgesamt 67 Titeln. Bei den ersten beiden CDs handelt es sich um die der herkömmlichen Standardversion. Bei den anderen beiden handelt es sich um weitere Best-of-CDs mit Studioaufnahmen, Liveaufnahmen die während Mais Regenbogen Tour entstanden sowie Remixaufnahmen von namhaften DJs wie Anstandslos & Durchgeknallt oder Stereoact. Der CD-Box liegt ein weißes Basecap mit der Aufschrift „Schlager“ bei.

### Promotion
Als Medienpartner konnte man wie in den letzten Jahren erneut RTL Television für sich gewinnen, die das Album unter ihrem Label Music for Millions vermarkteten und Werbespots auf diversen Sendern der RTL Gruppe schalteten. Um das Album weiter zu bewerben erfolgten unter anderem gemeinsame Liveauftritte von Mai und Olexesh – zur Hauptsendezeit – mit Wir 2 immer 1 bei Schlag den Henssler auf ProSieben sowie bei der Starnacht am Wörthersee 2018 des Österreichischen Rundfunks. In Deutschland erfolgt die Ausstrahlung dieses TV-Formats über den Mitteldeutschen Rundfunk (MDR). In der ZDF-Show Die Versteckte Kamera – Prominent reingelegt! präsentierte Mai Wir 2 immer 1 in einer Soloversion, in der Olexesh als Playback eingespielt wurde. Mit dem Titel Mein Sommer trat Mai unter anderem zur Hauptsendezeit in der Quizshow Frag doch mal die Maus auf. Gleich zweimal trat Mai im ZDF-Fernsehgarten auf. Beim ersten Mal präsentierte sie das Lied Mein Sommer (10. Juni 2018); beim zweiten Mal eine Soloversion von Wir 2 immer 1 sowie das Stück Stärker (5. August 2018). In der ZDF-Show Willkommen bei Carmen Nebel präsentierte Mai die Lieder Stärker und Wiedersehen. Ersteres sang sie gemeinsam mit einem Fan-Chor. Darüber hinaus untermalte Mein Sommer einen Werbespot des ZDF-Fernsehgartens in der Saison 2018. Ende August 2018 wurde Stärker zur Titelmusik der RTL-Serie Freundinnen – Jetzt erst recht.
Am 6. Dezember 2018 nahm Mai an der ProSieben-Musikshow Win Your Song teil. Hierbei trat sie in mehreren Spielrunden in einem Musikquiz gegen den Sänger Bosse an. Während der Spielrunden müssen die Interpreten ihre Begleitmusiker verteidigen. Verlieren sie eine Spielrunde, wird ein Musikinstrument ersetzt. Am Ende kam es dazu, dass Mai mit ihrem Titel Wir 2 immer 1 – zusammen mit Joko Winterscheidt als Olexesh-Ersatz – sang.

## Hintergrund
Trennung von Bohlen im Vorfeld der Albumproduktion
Rund zwei Monate nach der Veröffentlichung des vorangegangenen Studioalbums Regenbogen kam es zur Trennung zwischen Bohlen und Mai. Es ist unklar, von wem die Trennung aus ging. Beide Seiten erklärten in diversen Interviews, dass sie die Trennung wollten. Nach dem viele Gazetten von einer „Schlammschlacht“ sprachen, tätigte Mai am 7. November 2017 über Instagram folgende Aussage: „Dieter Bohlen. Ich weiß, manche von euch mögen ihn nicht, aber wenn ich es mal etwas merkwürdig sagen darf: Wir haben es Dieter zu verdanken, dass wir alle uns heute und noch die ganzen nächsten Jahre haben. Er hat uns in den letzten Jahren wahnsinnig unterstützt und für mich ist er ein ganz Großer der deutschen Musik! Und nun kommen einige Medien daher und wollen eine „Schlammschacht“ zwischen uns sehen. Aber die gibt es gar nicht! Es stimmt nur folgendes: Dieter wird für mein neues Album 2018 keine Songs beisteuern. Das ist vor allem eine Entscheidung für neue Impulse und vielleicht auch ein bisschen für etwas altbewährtes. Aber auf keinen Fall gegen Dieter.“ Bohlen gab in einem Interview mit Closer folgende Beweggründe für die Trennung an: Er habe die Vorstellung gehabt, dass die beiden mehr kommerziellen Schlager machen müssten. Mai hatte eine andere Vorstellung. Da bringe dann eine Zusammenarbeit wenig, weil es solle ja Spaß machen. Er wünsche ihr aber trotzdem alles Gute. Über Instagram gab Mai überdies an, dass eine neue Reise bereits begonnen habe. Bei der Aussage um vielleicht zu etwas „altbewährten“ zurückzukehren, handelte es sich um die Rückkehr zu ihrem alten Musikproduzenten Felix Gauder, mit dem sie bereits für die Neuauflage bzw. die „Gold Edition“ von Regenbogen neue Stück aufnahm.
Albumtitel und „Schluss mit Schubladendenken“
In einem Interview mit der Bild-Zeitung, in dem Mai gefragt wurde wie es zu dem Albumtitel „Schlager“ kam, antwortete sie wie folgt: „Der Titel ‚Schlager‘ ist mein Tribut an den Schlager. Ja, ich stehe dazu, dass der Schlager meine Leidenschaft ist. Gerade auch, weil der Schlager heute anders klingt und einen anderen Stellenwert hat als vor zehn Jahren.“ Nirgendwo anders gäbe es in den Köpfen so tiefe Gräben zwischen den Musikrichtungen, wie in Deutschland. Das gefalle ihr nicht. Sie möchte nicht auf eines verzichten müssen, um etwas anderes zu probieren. Im Begleitheft des Albums tätigt Mai erneut die Aussage, dass sie mit dem Album die Menschen in Sachen Schlager zum Nachdenken anregen will, endlich mit diesem „dämlichen“ Schubladendenken aufzuräumen. In einem weiteren Interview mit der Bild-Zeitung erklärte Mai, dass sie ihren Schlager mache. Wer sie nach diesem Album nicht möge, wird mich nie mögen. Wenn jemand sage: „Dass bist doch gar nicht du“ – „falsch!“. Das sei genau sie. Als ihr der Titel vorgeschlagen wurde, habe sie erst einmal nein geschrien. Dann habe sie sich selbst gewundert, warum sie so reagiere. Selbst sie hatte unterbewusst noch ganz alte Bilder zum Begriff ‘Schlager’ im Kopf. Das alte Schubladen-Denken. Diese sehr ablehnende Reaktion auf den Vorschlag eines ihrer Freunde war der Anstoß das Album doch „Schlager“ zu nennen. Sie halte es jedoch falsch diesen Titel kategorisch auszuschließen, weil es Schlager ist. Aus diesem Grund nannten sie das Album so, unter anderem weil sie auch sehen wollten, wie die Leute reagieren. Ihr selbst gehe es darum, dem Genre eine Chance zu geben. Es gäbe auch im Rap beispielsweise viele unterschiedliche Facetten und Stile. Sie wünsche sich auch für den Schlager, dass nicht alle über einen Kamm geschert werden. Auch der Schlager habe sich weiterentwickelt. Es sei an der Zeit, endlich einen „Cut“ zu machen. Ursprünglich sei das Wort Schlager mal die Bezeichnung für ein Lied, das dich wie ein Schlag trifft. Eigentlich sei also jeder Nummer-eins-Hit ein Schlager. ‘Hit’ heiße ja nichts Anderes auf Englisch. Eigentlich sei also auch Ed Sheeran Schlager. Mai selbst bewarb das Album auf ihrer Internetseite mit dem Zitat „Schluss mit Schubladendenken. Schluss mit Vorurteilen. Zeit für SCHLAGER!“.
Begleitheft – „Liebes zukünftiges Ich“
Im Inneren der CD befindet sich ein 10-seitiges Begleitheft, in dem die Mitwirkenden sowie ein Brief von Mai, den sie an ihr zukünftiges Ich gerichtet hat, zu finden ist. In diesem geht sie unter anderem darauf ein, wie es zu dem Titel „Schlager“ kam, wieso man Musik kategorisieren muss und dass es ihr „total egal“ sei, wie sie eingeordnet wird. Für die Zukunft wünscht sie sich mitunter, dass ihre Musik normal im Radio läuft und dass bestehende musikalische Grenzen in Deutschland aufgebrochen wurden. Sie hoffe auch, dass sie den Menschen Mut, Kraft und Hoffnung mit ihrer Musik schenken konnte. Wenn sie nur einen kleinen Teil dazu beibringen könne, würde die das schon „Happy“ (englisch für ‚glücklich‘) machen. Sie würde sich auch darüber freuen, wenn ihr „Maiteam“ größer geworden ist, doch letztendlich wäre sie am glücklichsten, wenn sie die Leute zum Nachdenken angeregt habe – wenn unsere Mitmenschen entspannter seien und vor allem vorurteilsfreier als heutzutage seien. Des Weiteren hofft sie, dass in Zukunft eigentliche positive Eigenschaften wie Ehrgeiz, Stolz und Mut nicht mehr belächelt würden und die Mitmenschen sich mehr untereinander gönnen würden. Des Weiteren befindet sich das Zitat „In einer vermeintlichen Schwäche eine Stärke sehen – Das ist, wie ich die Dinge betrachte.“ in diesem Begleitheft wieder
Zusammenarbeit mit Olexesh und Medienecho
Bei der Zusammenarbeit zwischen Mai und Olexesh handelt es sich um die erste kommerziell erfolgreiche Kollaboration von zwei Musikern aus dem Rap und des Schlagers. Den Grundstein zur Zusammenarbeit zwischen den beiden legte Olexesh. Am 5. Juni 2018 lud dieser ein Video auf seinem Instagram-Profil hoch, in dem er Mai nach einer Zusammenarbeit fragte. Noch am selben Tag nahm Mai das Angebot mit dem Argument an, dass sie „sowieso mit diesem scheiß Schubladendenken aufräumen“ wolle. Drei Tage später trafen sich die beiden bereits im Studio und nahmen das Stück auf. Mai sagte hinterher folgendes zur Zusammenarbeit mit Olexesh: Sie möge das Vermischen von Genres. Bei Olexesh sei ihr wichtig gewesen, wie seine Einstellung ist. Beide hätten sofort einen Draht zueinander gehabt. Mai und Olexesh seien sich auf Anhieb sympathisch gewesen, sie hätten sich einfach gefunden. Er sei auch „super höflich“, „super nett“ und „ganz korrekt“. Es habe sie sehr überrascht, als sie im Studio gewesen sind, wie kreativ und schnell er arbeite. Er sei ganz frei von dem ganzen „Genre-Denken“. Das habe ihr imponiert. Bei dieser Zusammenarbeit handelt es sich um das erste Duett von Mai, das auf einem Tonträger veröffentlicht wurde. Sie sang bereits zahlreiche Duette in Fernsehshows, wie zum Beispiel Verdammt, ich lieb’ Dich zusammen mit Helene Fischer in deren eigenen Show im Jahr 2017. Jedoch wurde bis dato nie ein Duett mit der Beteiligung Mais veröffentlicht.
Schon bei der Single-Veröffentlichung sorgte das Stück für ein großes Medienecho. Einige Fans von Mai waren entsetzt, weil sie im Glauben waren, unter anderem Wörter wie „Fotze“ oder „Kotze“ gehört zu haben. Auf Twitter meldete sich unter anderem auch der Berliner Rapper Frauenarzt, der folgenden Tweet absetzte: „Beim neuen Song von @vanessamai und @olexesh64 versteh ich immer „Viel zu viel, zu viel Fotze in mein’m Kopf …“ #sorry“. Die eigentliche Zeile lautet jedoch „Zu viel Worte in meinem Kopf“. Auf Anfragen der Bild-Zeitung gab Mai folgendes Statement dazu ab: „Das ist einmal mehr der Beweis, dass man sich nicht immer auf seine Sinne, seine Augen und insbesondere sein Gehör verlassen darf. Manchmal hört man eben das, was man gern hören möchte.“ Die deutschsprachige Ausgabe der Huffingtonpost kam zum Entschluss, dass beim genaueren Hinhören klar würde: Mai singt eigentlich „zu viel Worte in mein’m Kopf“. Fakt sei aber: Mai spreche das Wort tatsächlich mehr als hart aus und viele Fans wollen wohl angesichts der Zusammenarbeit mit „Gangsterrapper“ Olexesh wohl auch das verstehen, was sie zu glauben hören. Doch womöglich sei die missverständliche Liedzeile auch nur das Resultat einer gewieften PR-Masche, die angesichts von 1,4 Millionen Aufrufen innerhalb von nur vier Tagen aufgegangen sei.

## Inhalt

### Standardausführung

#### CD 1: Studioalbum / CD 3: Instrumentals
Alle Liedtexte des Albums sind in deutscher Sprache verfasst und stammen größtenteils von den Autoren Lukas Loules, Felix Gauder und Oli Nova. Es handelt sich bei allen Stücken um Neukompositionen. Thematisch bearbeitet Schlager die gleichen Themen wie seine Vorgänger. Es geht um Liebe, das Leben genießen, nach Rückschlägen wieder aufstehen und wahre Freundschaften. Musikalisch bewegen sich die Lieder überwiegend im Bereich des Pop-Schlagers. In Fallschirm oder Love Song finden sich auch Elektropop-Sounds wieder; mit Wir 2 immer 1 befindet sich ebenfalls ein Stück mit Rapanteilen auf dem Album. Letzteres Stück nahm Mai zusammen mit dem deutsch-ukrainischen Rapper Olexesh auf. Es ist der einzige Gastbeitrag auf Schlager und zugleich das erste Duett überhaupt von Mai, das auf einem Tonträger veröffentlicht wurde. Das Lied Love Song (englisch für ‚Liebeslied‘) wurde durch das gleichnamige Lied der Jackson 5 inspiriert, lediglich der Titel ist in englischer Sprache gehalten, der restliche Text ist in deutscher Sprache verfasst. Neben dem Hauptgesang von Mai sind im Hintergrund – wie schon bei den Vorgängern Für Dich und Regenbogen – wieder die Stimmen von Billy King (3 Titel) und Christoph Leis-Bendorff (1 Titel) zu hören. Erstmals seit dem zweiten Studioalbum Wachgeküsst ist wieder Nova als Backgroundsänger (5 Titel) engagiert worden. Weitere gesangliche Unterstützung erhielt sie durch Suzi Derk (1 Titel), Katerina- und Lukas Loules (5 Titel), Jenny Marsala (2 Titel), der Silverjam-Mitglieder (2 Titel) sowie von Mariana Wagner (2 Titel). Die Instrumentalisierung erfolgte durch Gauder (Keyboard), Gustmann (Bass, Keyboard, Schlagzeug), Lukas Loules (Bass, Gitarre, Keyboard), Nova (Keyboard), Paschold (Keyboard), PzY (Keyboard), Dirk Schlag (Gitarre) sowie Silverjam (Bass, Gitarre, Keyboard, Piano).
| #  | Titel                             | Autor(en)                                                                       | Produzent(en)                                        | Länge |
| -- | --------------------------------- | ------------------------------------------------------------------------------- | ---------------------------------------------------- | ----- |
| 1  | Wiedersehen                       | Choukri Gustmann, Sjoerd Janssen, Wouter Janssen, Lukas Loules                  | Choukri Gustmann, Lukas Loules                       | 3:14  |
| 2  | Mein Sommer                       | Choukri Gustmann, Katerina Loules, Lukas Loules                                 | Choukri Gustmann, Lukas Loules                       | 3:38  |
| 3  | Fallschirm                        | Timothy Auld, Choukri Gustmann, Katerina Loules, Lukas Loules                   | Choukri Gustmann, Lukas Loules                       | 3:24  |
| 4  | Wie es einmal war                 | Felix Gauder, Oli Nova, Tamara Olorga                                           | Felix Gauder                                         | 3:30  |
| 5  | Wir 2 immer 1 (feat. Olexesh)     | Felix Gauder, Laura Kloos, Oli Nova, Olexij Kosarev (Olexesh), Phil Ratey (PzY) | Felix Gauder, PzY                                    | 3:31  |
| 6  | Verdammter Engel                  | Choukri Gustmann, Katerina Loules, Lukas Loules                                 | Choukri Gustmann, Lukas Loules                       | 3:24  |
| 7  | Love Song                         | Felix Gauder, Laura Kloos, Oli Nova                                             | Felix Gauder                                         | 3:30  |
| 8  | Niemals                           | Lukas Hilbert, Hubert Molander, Emanuel Treu                                    | Silverjam (Patrick Benzner, Serhat Sakin, Dave Roth) | 3:20  |
| 9  | Glücksbringer                     | Felix Gauder, Laura Kloos, Oli Nova                                             | Felix Gauder                                         | 3:38  |
| 10 | Ich wollt dich nur für eine Nacht | Felix Gauder, Katerina Loules, Lukas Loules, Oli Nova                           | Felix Gauder                                         | 3:26  |
| 11 | Vergessen dich zu vergessen       | Choukri Gustmann, Lukas Loules, AJ Mitchel, Jason Reeves, Cameron Walker-Wright | Choukri Gustmann, Lukas Loules                       | 3:18  |
| 12 | Stärker                           | Pat Benzner, Sera Finale, Dave Roth, Serhat Sakin                               | Silverjam (Patrick Benzner, Serhat Sakin, Dave Roth) | 3:50  |
|    | Digitale Version                  |                                                                                 |                                                      |       |
| 13 | Feuer und Eis                     | Felix Gauder, Daniel Gramer, Oli Nova                                           | Felix Gauder                                         | 3:52  |

#### CD 2: Best-of-Album / CD 4: Instrumentals
Bei dem zweiten Tonträger des Albums handelt es sich um eine Best-of-CD. Diese beinhaltet sechs Titel aus Mais zweiten Studioalbum Wachgeküsst sowie fünf Titel aus Mais beziehungsweise Wolkenfreis Debütalbum Endlos verliebt. Das Stück Ich sterb für dich stammt im Original aus Mais dritten Studioalbum Für Dich, ist jedoch auf diesem Album in einer bis dato unveröffentlichten 2018er-Remixversion von Felix Gauder enthalten.
| #  | Titel                                      | Autor(en)                                        | Produzent(en) | Länge |
| -- | ------------------------------------------ | ------------------------------------------------ | ------------- | ----- |
| 1  | Wolke 7                                    | Felix Gauder, Oliver Lukas, Oli Nova             | Felix Gauder  | 3:57  |
| 2  | Du berührst mein Herz                      | Olaf Roberto Bossi, Felix Gauder, Oli Nova       | Felix Gauder  | 3:23  |
| 3  | Jeans, T-Shirt und Freiheit                | Olaf Roberto Bossi, Felix Gauder, Alexandra Kuhn | Felix Gauder  | 3:20  |
| 4  | Es wird schon hell über Berlin             | Felix Gauder, Oliver Lukas, Oli Nova             | Felix Gauder  | 3:29  |
| 5  | Du bist meine Insel                        | Tobias Reitz, Thomas Rosenfeld                   | Felix Gauder  | 3:23  |
| 6  | In all deinen Farben                       | Tamara Olorga, Lena Pesch                        | Felix Gauder  | 3:41  |
| 7  | Ich sterb für dich (2018 Remix)            | Dieter Bohlen, Oliver Lukas                      | Dieter Bohlen | 3:11  |
| 8  | Zauberland                                 | Felix Gauder, Oliver Lukas, Oli Nova             | Felix Gauder  | 3:33  |
| 9  | Sommerliebe                                | Olaf Roberto Bossi, Felix Gauder, Alexandra Kuhn | Felix Gauder  | 3:34  |
| 10 | SOS Prinzessin in Not                      | Olaf Roberto Bossi, Felix Gauder                 | Felix Gauder  | 3:48  |
| 11 | Der Zaubertrank ist leer                   | Olaf Roberto Bossi, Felix Gauder, Alexandra Kuhn | Felix Gauder  | 3:19  |
| 12 | Ich versprech dir nichts und geb dir alles | Olaf Roberto Bossi, Felix Gauder, Alexandra Kuhn | Felix Gauder  | 4:07  |

#### CD 5: Megamix
Bei dem „Megamix“ handelt es sich um einen Hitmix, bei dem die Titel ineinander übergehen und so einen flüssigen 45-minütigen Mix darstellen. Diese Mischart ist vor allem im Bereich des Schlagers beliebt und erlangte Ende der 1990er durch die von Uwe Hübner moderierte ZDF-Show Der deutsche Hitmix – Die Party größere Bekanntheit. Der „Megamix“ beinhaltet eine Zusammenstellung von Liedern aus den Studioalben Endlos verliebt, Wachgeküsst, Regenbogen und Schlager, lediglich aus Mais dritten Studioalbum Für Dich findet sich kein Titel hier wieder.
| #  | Titel                                      | Autor(en)                                                                       | Produzent(en)                                        | Länge |
| -- | ------------------------------------------ | ------------------------------------------------------------------------------- | ---------------------------------------------------- | ----- |
| 1  | Intro                                      | Felix Gauder                                                                    | Felix Gauder                                         | 1:02  |
| 2  | Ich wollt dich nur für eine Nacht          | Felix Gauder, Katerina Loules, Lukas Loules, Oli Nova                           | Felix Gauder                                         | 2:07  |
| 3  | Ich versprech dir nichts und geb dir alles | Olaf Roberto Bossi, Felix Gauder, Alexandra Kuhn                                | Felix Gauder                                         | 1:39  |
| 4  | Wolke 7                                    | Felix Gauder, Oliver Lukas, Oli Nova                                            | Felix Gauder                                         | 1:39  |
| 5  | Jeans, T-Shirt und Freiheit                | Olaf Roberto Bossi, Felix Gauder, Alexandra Kuhn                                | Felix Gauder                                         | 2:04  |
| 6  | Feuer und Eis                              | Felix Gauder, Daniel Gramer, Oli Nova                                           | Felix Gauder                                         | 2:33  |
| 7  | Der Zaubertrank ist leer                   | Olaf Roberto Bossi, Felix Gauder, Alexandra Kuhn                                | Felix Gauder                                         | 1:05  |
| 8  | Es wird schon hell über Berlin             | Felix Gauder, Oliver Lukas, Oli Nova                                            | Felix Gauder                                         | 1:00  |
| 9  | Echo                                       | Alice Gernandt, Fabian Römer, Jaakko Salovaara, Patric Sarin                    | Silverjam (Patrick Benzner, Serhat Sakin, Dave Roth) | 1:02  |
| 10 | Schönster Moment                           | Alexander Kronlund, Lukas Loules, Tryna Loules                                  | Lukas Loules                                         | 1:00  |
| 11 | Glücksbringer                              | Felix Gauder, Laura Kloos, Oli Nova                                             | Felix Gauder                                         | 2:33  |
| 12 | Du berührst mein Herz                      | Olaf Roberto Bossi, Felix Gauder, Oli Nova                                      | Felix Gauder                                         | 1:54  |
| 13 | Zauberland                                 | Felix Gauder, Oliver Lukas, Oli Nova                                            | Felix Gauder                                         | 1:14  |
| 14 | Du bist meine Insel                        | Tobias Reitz, Thomas Rosenfeld                                                  | Felix Gauder                                         | 1:03  |
| 15 | Mein Sommer                                | Choukri Gustmann, Katerina Loules, Lukas Loules (Lulou)                         | Choukri Gustmann, Lukas Loules                       | 1:49  |
| 16 | Wachgeküsst                                | Olaf Roberto Bossi, Felix Gauder, Alexandra Kuhn                                | Felix Gauder                                         | 1:29  |
| 17 | Nie wieder                                 | Katharina Löwel, Vanessa Mai, Bernhard Wittgruber                               | Silverjam (Patrick Benzner, Serhat Sakin, Dave Roth) | 1:14  |
| 18 | Sternenmeer                                | Tobias Röger, Simon Werle                                                       | Silverjam (Patrick Benzner, Serhat Sakin, Dave Roth) | 1:12  |
| 19 | Love Song                                  | Felix Gauder, Laura Kloos, Oli Nova                                             | Felix Gauder                                         | 1:30  |
| 20 | Wenn das wirklich Liebe ist                | John Ewbank, Lukas Loules                                                       | Lulou                                                | 1:28  |
| 21 | Sommerliebe                                | Olaf Roberto Bossi, Felix Gauder, Alexandra Kuhn                                | Felix Gauder                                         | 1:18  |
| 22 | Wir 2 immer 1 (feat. Olexesh)              | Felix Gauder, Laura Kloos, Oli Nova, Olexij Kosarev (Olexesh), Phil Ratey (PzY) | Felix Gauder, PzY                                    | 2:13  |

### shop24direct Edition
Bei den beiden Bonus-CDs der „shop24direct Edition“ handelt es sich um Kompilationen. Diese beinhalten Studioaufnahmen, Liveaufnahmen und Remixversionen mit Titeln aus den letzten vier Jahren. Neukompositionen finden sich auf den beiden CDs nicht wieder. Die meisten Titel stammen aus dem vorangegangenen Studioalbum Regenbogen (15 Titel), gefolgt von dessen Vorgänger Für Dich (13 Titel). Aus dem zweiten Studioalbum Wachgeküsst haben es drei Titel auf die beiden CDs geschafft, aus Mais Debütalbum Endlos verliebt ist kein Titel vertreten. Bei den Remixaufnahmen entschloss man sich für eine Auswahl von namhaften DJs wie den beiden sächsischen DJ-Duos Anstandslos & Durchgeknallt und Stereoact. Der Remix Wachgeküsst (Akustik Mix) stammt aus der gleichnamigen Single und wurde seiterzeit als B-Seite veröffentlicht. Die drei Liveaufnahmen aus Berlin stammen aus Main zweitem Livealbum Für Dich – Live aus Berlin. Alle Liveaufnahmen die während der Regenbogen Tour entstanden sind, wurden erstmals offiziell auf einem Tonträger Mais veröffentlicht.

#### CD 3
| #  | Titel                                                | Autor(en)                                                    | Produzent(en)                                        | Länge |
| -- | ---------------------------------------------------- | ------------------------------------------------------------ | ---------------------------------------------------- | ----- |
| 1  | Mein Herz Schlägt Schlager (Stereoact Mix)           | Felix Gauder, Oliver Lukas, Oli Nova                         | Felix Gauder                                         | :     |
| 2  | Für dich                                             | Dieter Bohlen, Lukas Hilbert, Klaus Hirschburger             | Dieter Bohlen                                        | :     |
| 3  | Meilenweit                                           | Dieter Bohlen                                                | Dieter Bohlen                                        | :     |
| 4  | Schönster Moment (Anstandslos & Durchgeknallt Remix) | Alexander Kronlund, Lukas Loules, Tryna Loules               | Lukas Loules                                         | :     |
| 5  | Wie ein Blitz                                        | Dieter Bohlen, Oliver Lukas                                  | Dieter Bohlen                                        | :     |
| 6  | Willst du oder nicht                                 | Dieter Bohlen, Oliver Lukas                                  | Dieter Bohlen                                        | :     |
| 7  | Phänomenal                                           | Dieter Bohlen, Oliver Lukas                                  | Dieter Bohlen                                        | :     |
| 8  | Herz an Herz                                         | Dieter Bohlen, Oliver Lukas                                  | Dieter Bohlen                                        | :     |
| 9  | Du und ich                                           | Dieter Bohlen, Oliver Lukas                                  | Dieter Bohlen                                        | :     |
| 10 | Irgendwie, irgendwo, irgendwann                      | Jörn-Uwe Fahrenkrog-Petersen, Carlo Karges                   |                                                      | :     |
| 11 | Dieser eine Augenblick                               | Dieter Bohlen                                                | Dieter Bohlen, Joachim Mezei (Koproduzent)           | :     |
| 12 | Wachgeküsst (Akustik Mix)                            | Olaf Roberto Bossi, Felix Gauder, Alexandra Kuhn             | Felix Gauder                                         | :     |
| 13 | Jeans, T-Shirt und Freiheit (Regenbogen Live)        | Olaf Roberto Bossi, Felix Gauder, Alexandra Kuhn             | Felix Gauder                                         | :     |
| 14 | Unbekannter Engel (Regenbogen Live)                  | Dieter Bohlen                                                | Dieter Bohlen, Joachim Mezei (Koproduzent)           | :     |
| 15 | Echo (Regenbogen Live)                               | Alice Gernandt, Fabian Römer, Jaakko Salovaara, Patric Sarin | Silverjam (Patrick Benzner, Serhat Sakin, Dave Roth) | :     |
| 16 | Wunder gibt’s nicht nur im Himmel (Regenbogen Live)  | Dieter Bohlen, Oliver Lukas                                  | Dieter Bohlen                                        | :     |
| 17 | Schönster Moment (Regenbogen Live)                   | Alexander Kronlund, Lukas Loules, Tryna Loules               | Lukas Loules                                         | :     |
| 18 | SOS Prinzessin in Not (Regenbogen Live)              | Olaf Roberto Bossi, Felix Gauder                             | Felix Gauder                                         | :     |
| 19 | Ich sterb für dich – Reprise (Regenbogen Live)       | Dieter Bohlen, Oliver Lukas                                  | Dieter Bohlen                                        | :     |
| 20 | Regenbogen (Regenbogen Live)                         | Dieter Bohlen                                                | Dieter Bohlen, Joachim Mezei (Koproduzent)           | :     |
| 21 | Wolkenfrei-Medley (Regenbogen Live)                  |                                                              |                                                      | :     |
| 22 | Wo du bist (Regenbogen Live)                         | Felix Gauder, Laura Kloos, Oli Nova                          | Felix Gauder                                         | :     |

#### CD 4
| #  | Titel                                                           | Autor(en)                                                    | Produzent(en)                                        | Länge |
| -- | --------------------------------------------------------------- | ------------------------------------------------------------ | ---------------------------------------------------- | ----- |
| 1  | Nie wieder                                                      | Katharina Löwel, Vanessa Mai, Bernhard Wittgruber            | Silverjam (Patrick Benzner, Serhat Sakin, Dave Roth) | :     |
| 2  | Und wenn ich träum                                              | Dieter Bohlen                                                | Dieter Bohlen, Joachim Mezei (Koproduzent)           | :     |
| 3  | Wolke 7 (Hazienda Mix)                                          | Felix Gauder, Oliver Lukas, Oli Nova                         | Felix Gauder                                         | :     |
| 4  | Ich vermiss dich so                                             | Dieter Bohlen                                                | Dieter Bohlen, Joachim Mezei (Koproduzent)           | :     |
| 5  | Wenn das wirklich Liebe ist (Anstandslos & Durchgeknallt Remix) | John Ewbank, Lukas Loules                                    | Lukas Loules                                         | :     |
| 6  | Echo (Silverjam Remix)                                          | Alice Gernandt, Fabian Römer, Jaakko Salovaara, Patric Sarin | Silverjam (Patrick Benzner, Serhat Sakin, Dave Roth) | :     |
| 7  | Für dich (Joe Remix)                                            | Dieter Bohlen, Lukas Hilbert, Klaus Hirschburger             | Dieter Bohlen                                        | :     |
| 8  | 1.000 Lieder                                                    | Felix Gauder, Lukas Loules, Oli Nova                         | Felix Gauder                                         | :     |
| 9  | Sternenmeer (Silverjam Remix)                                   | Tobias Röger, Simon Werle                                    | Silverjam (Patrick Benzner, Serhat Sakin, Dave Roth) | :     |
| 10 | Regenbogen (Starchild Remix)                                    | Dieter Bohlen                                                | Dieter Bohlen, Joachim Mezei (Koproduzent)           | :     |
| 11 | Unbekannter Engel                                               | Dieter Bohlen                                                | Dieter Bohlen, Joachim Mezei (Koproduzent)           | :     |
| 12 | Ich kann heut’ Nacht nicht schlafen                             | Dieter Bohlen, Vanessa Mai                                   | Dieter Bohlen, Joachim Mezei (Koproduzent)           | :     |
| 13 | Du und ich                                                      | Dieter Bohlen, Oliver Lukas                                  | Dieter Bohlen                                        | :     |
| 14 | Es wird schon hell über Berlin (Live aus Berlin)                | Felix Gauder, Oliver Lukas, Oli Nova                         | Felix Gauder                                         | :     |
| 15 | Ohne dich (schlaf ich heut Nacht nicht ein) (Live aus Berlin)   | Michael Kunze, Aron Strobel, Stefan Zauner                   |                                                      | :     |
| 16 | Von Tokio bis Amerika (Live aus Berlin)                         | Tobias Reitz, Thomas Rosenfeld                               | Felix Gauder                                         | :     |
| 17 | Wo du bist                                                      | Felix Gauder, Laura Kloos, Oli Nova                          | Felix Gauder                                         | :     |
| 18 | Wolke 7                                                         | Felix Gauder, Oliver Lukas, Oli Nova                         | Felix Gauder                                         | :     |
| 19 | Solange es dich gibt                                            | Dieter Bohlen                                                | Dieter Bohlen, Joachim Mezei (Koproduzent)           | :     |
| 20 | Unser Lied                                                      | Dieter Bohlen                                                | Dieter Bohlen, Joachim Mezei (Koproduzent)           | :     |
| 21 | Regenbogen (Piano-Version)                                      | Dieter Bohlen                                                | Felix Gauder                                         | :     |

## Singleauskopplungen
Promo-Singles
Um das neue Album Schlager zu bewerben, veröffentlichte Mai zunächst zwei Promo-Singles, ehe mit Wir 2 immer 1 die erste offizielle Singleauskopplung erfolgte. Mit Mein Sommer erschien am 2. Mai 2018 die erste der beiden Promo-Singles als Einzeldownload. Vier Wochen später erschien mit Love Song die zweite Promo-Single am 1. Juni 2018. Das von dem gleichnamigen Jackson 5 inspirierte Lied erschien wie sein Vorgänger Mein Sommer auch lediglich als Einzeldownload. Einen Einstieg in die offiziellen deutschen Single Top 100 gelang beiden Tonträgern nicht. Mein Sommer konnte sich vier Tage in den iTunes-Tagesauswertungen in Deutschland platzieren und erreichte mit Position 49 seine höchste Notierung am 19. Mai 2018.
Wir 2 immer 1
Nach den beiden vorangegangenen Promo-Singles Mein Sommer und Love Song folgte mit Wir 2 immer 1 die erste offizielle Singleauskopplung aus dem Album. Die Kollaboration mit dem deutsch-ukrainischen Rapper Olexesh erschien erstmals am 6. Juli 2018 als Single und beinhaltet Anleihen von Pop, Schlager sowie Rap. Die Single erreichte in Deutschland Position 33 der offiziellen Single Top 100. In den offiziellen Midweekcharts erreicht die Single zunächst noch Position 27. Des Weiteren platzierte sich Wir 2 immer 1 auf Position elf der offiziellen Download Singlecharts, auf Position 15 der Top 15 deutschsprachige Singles sowie auf Position 57 der Top 100 Music Streaming in Deutschland. Für Mai als Interpretin ist Wir 2 immer 1 der dritte Charterfolg in den deutschen Singlecharts. Bis dato konnte sich keine Single von ihr höher in Deutschland platzieren, damit löst die Single seinen Vorgänger Ich sterb für dich (Höchstplatzierung: 35) ab. Das von Ruben Kempter und Jan Wittekindt gedrehte Musikvideo wurde ebenfalls zu einem Erfolg und knackte innerhalb weniger Tage die eine Million Marke und zählt bislang über 2,3 Millionen Aufrufe bei YouTube (Stand: Juli 2018).
Niemals
Mit Niemals erschien drei Monaten nach der Albumveröffentlichung die zweite und bislang letzt offizielle Singleauskopplung aus dem Album am 23. November 2018. Die Single verfehlte, im Gegensatz zu seinem Vorgänger, einen Charteinstieg in die offizielle Hitparade, jedoch konnte sich Niemals vier Wochen an der Chartspitze der Konservativ Pop Airplaycharts platzieren. Darüber hinaus konnte sich die Single – in zwei verschiedenen Versionen – mehrere Tage in den deutschen iTunes-Tagesauswertungen platzieren. Insgesamt konnte sich die Single an 14 Tagen in den Tagesauswertungen platzieren und erreichte mit Position 26 seine höchste Chartnotierung am 24. November 2018. Ein Musikvideo hierzu wurde nicht gedreht. Auf dem schwarz-weißen Coverbild zu Single ist Mai zu sehen, die Oberkörperfrei aus dem Wasser auftaucht. Ihre Brüste verdeckt sie mit ihren Händen, während sie aus dem Mund Wasser in die Luft spritzt. Das Bild entstand während Mais Flitterwochen auf den Malediven und wurde von ihrem Ehemann geschossen. Mai veröffentlichte das Bild erstmals über ihr Instagram-Profil am 12. November 2018.

## Mitwirkende
Die folgende Aufstellung beinhaltet nur die Mitwirkenden des Studioalbums Schlager, also des ersten Tonträgers und nicht der Bonus-CDs.
Albumproduktion
- Timothy Auld – Komponist (Lied 3), Liedtexter (Lied 3)
- Lex Barkey – Mastering (Lieder: 1–13)
- Suzi Derk – Hintergrundgesang (Lied 5)
- Sera Finale – Liedtexter (Lied 12)
- Felix Gauder – Abmischung (Lieder: 4–5, 7, 9–10), Keyboard (Lieder: 4–5, 7, 9–10), Komponist (Lieder: 4–5, 7, 9–10, 13), Liedtexter (Lieder: 4–5, 7, 9–10, 13), Musikproduzent (Lieder: 4–5, 7, 9–10, 13), Programmierung (Lieder: 4–5, 7, 9–10)
- Daniel Gramer – Komponist (Lied 13), Liedtexter (Lied 13)
- Goekhan Güler – Tonmeister (Lied 2)
- Choukri Gustmann – Abmischung (Lieder: 1–3, 6, 11), Bass (Lieder: 1–3, 6, 11), Keyboard (Lieder: 1–3, 6, 11), Komponist (Lieder: 1–2, 3, 6, 11), Liedtexter (Lieder: 1–2, 3, 6, 11), Musikproduzent (Lieder: 1–3, 6, 11), Programmierung (Lieder: 1–3, 6, 11), Schlagzeug (Lieder: 1–3, 6, 11)
- Sjoerd Janssen – Komponist (Lied 1), Liedtexter (Lied 1)
- Wouter Janssen – Komponist (Lied 1), Liedtexter (Lied 1)
- Billy King – Hintergrundgesang (Lieder: 2–3, 6)
- Laura Kloos – Komponist (Lieder: 5, 7, 9), Liedtexter (Lieder: 5, 7, 9)
- Olexij Kosarev (Olexesh) – Komponist (Lied 5), Liedtexter (Lied 5)
- Christoph Leis-Bendorff – Hintergrundgesang (Lied 12)
- Katerina Loules – Hintergrundgesang (Lieder: 1–3, 6, 11), Komponist (Lieder: 2–3, 6, 10), Liedtexter (Lieder: 2–3, 6, 10)
- Lukas Loules/Lukas Hilbert – Bass (Lieder: 1–3, 6, 11), Gitarre (Lieder: 1–3, 6, 11), Hintergrundgesang (Lieder: 1–3, 6, 11), Keyboard (Lieder: 1–3, 6, 11), Komponist (Lieder: 1–3, 6, 10–11), Liedtexter (Lieder: 1–3, 6, 8, 10–11), Musikproduzent (Lieder: 1–3, 6, 11), Programmierung (Lieder: 1–3, 6, 11), Tonmeister (Lied 12)
- Vanessa Mai – Ausführender Produzent (Lieder: 1–13), Gesang (Lieder: 1–13)
- Jenny Marsala – Hintergrundgesang (Lied 5, 7)
- AJ Mitchel – Komponist (Lied 11), Liedtexter (Lied 11)
- Hubert Molander – Komponist (Lied 8), Liedtexter (Lied 8)
- Oli Nova – Hintergrundgesang (Lieder: 4–5, 7, 9–10), Keyboard (Lieder: 5, 10), Komponist (Lieder: 4–5, 7, 9–10, 13), Liedtexter (Lieder: 4–5, 7, 9–10, 13), Programmierung (Lieder: 5, 10)
- Tamara Olorga – Komponist (Lied 4), Liedtexter (Lied 4)
- Moritz Paschold – Keyboard (Lied 4), Programmierung (Lied 4)
- Phil Ratey (PzY) – Keyboard (Lied 5), Komponist (Lied 5), Liedtexter (Lied 5), Musikproduzent (Lied 5), Programmierung (Lied 5)
- Jason Reeves – Komponist (Lied 11), Liedtexter (Lied 11)
- Dirk Schlag – Gitarre (Lied 12)
- Silverjam – Abmischung (Lieder: 8, 12), Bass (Lieder: 8, 12), Gitarre (Lied 8), Hintergrundgesang (Lieder: 8, 12), Keyboard (Lieder: 8, 12), Komponist (Lied 12), Liedtexter (Lied 12), Musikproduzent (Lieder: 8, 12), Piano (Lieder: 8, 12), Programmierung (Lieder: 8, 12), Tontechnik (Lieder: 8, 12)
- The Titans: Programmierung (Lied 5)
- Emanuel Treu – Komponist (Lied 8), Liedtexter (Lied 8)
- Mariana Wagner – Hintergrundgesang (Lieder: 8, 12)
- Cameron Walker-Wright – Komponist (Lied 11), Liedtexter (Lied 11)

Artwork (Begleitheft + Cover)
- Marius Sperlich – Fotograf

Unternehmen
- afm Publishing – Verlag (Lieder: 1–13)
- Alvin and Juliet Songs – Verlag (Lied 11)
- AppleJacksMusic – Verlag (Lied 11)
- Ariola – Musiklabel (Lieder: 1–13)
- BMG Rights Management – Verlag (Lied 12)
- ChampionsLeak Edition – Verlag (Lieder: 1–3, 6, 11)
- Hanseatic Warner/Chappell – Verlag (Lieder: 1–3, 6, 11)
- House of Music Studios – Tonstudio (Lied 8)
- jojo music Studios – Tonstudio (Lieder: 4–5, 7, 9–10)
- Lap Top Studios – Tonstudio (Lieder: 1–2, 12)
- Madizin Music Publishing – Verlag (Lied 12)
- Madizin Studios – Tonstudio (Lieder: 8, 12)
- onetwofour Publishing – Verlag (Lieder: 4–5, 7, 9–10)
- Paramount Studio C – Tonstudio (Lieder: 3, 6, 11)
- Shedler Music – Verlag (Lieder: 4–5, 7, 9–10)
- Songs from Outer Space Music – Verlag (Lied 11)
- Sony/ATV Music Publishing – Verlag (Lied 12)
- Sony Music Entertainment – Vertrieb
- Universal Music Publishing – Verlag (Lied 8)
- Warner/Chappell – Verlag (Lieder: 5, 8, 10)
- Warner Tamperlane Publishing – Verlag (Lied 11)
- WePublishMusic – Verlag (Lied 3)
- Zum goldenen Bunker – Tonstudio (Lieder: 3, 6, 11)

## Rezensionen
- Dani Fromm vom Online-Magazin laut.de vergab lediglich einen von möglichen fünf Punkten für das Album. Er ist unter anderem der Auffassung, dass das Presseinfo eine solche Sturzflut redundanter Phrasen ausgieße, dass sich die verzweifelte Hoffnung schier mit Händen greifen lasse. Mai sei demnach eine Künstlerin, die allzeit den „Grenzgang“ suche und sich „gewehrt“ habe „in einer musikalischen Schublade zu stecken“. „Schranken und Zäune sind nichts für sie“, weshalb sie nun „Balken weggeräumt, Zäune durchgeschnitten, Schubladen gesprengt“ haben will. Schlager würde sich „zur musikalischen Symbiose“ öffnen, alle Beteiligten seien „frei von Genre-Denken“, irgendwo falle auch das Wort „Bandbreite“. Mai liefere genau was der Titel ihres Albums verspricht, ohne jeden Charme, Witz oder auch nur den kleinsten inhaltlichen oder musikalischen Schnörkel: „Eine sterbenslangweilige Angelegenheit“. Diese Wahrheit wäre wenig absatzfördernd, also „schwadronieren“ die Promoter lieber von der „ungewöhnlichen Kraft ihrer Stimme“. Wobei das ungewöhnlich stimmen würde, eine Sängerin mit einer Stimmlage von gefühlt einer ¾-Oktave, null Stimmvolumen und keinerlei Ausdruck in ihrem Vortrag begegne man tatsächlich nicht alle Tage. Zum Thema Bandbreite, Mai klänge immer gleich.

„Wenn wir uns wie-der-seh’n, lass’ ich dich nie mehr geh’n“ „Haus-Maus“ reime sie sich durch die Eröffnungsnummer, um im Folgenden noch ein bisschen an den „abgegrabbeltsten Bildern vom Metaphernschlussverkauf“ herumzufingern. Sommer, Sonne, Strand und Meer kämen im preisgünstigen Doppelpack mit dem allzeit himmelblauen Himmel. Außer es sei gerade Tragik angezeigt, dann regne es selbstverständlich. Im Zauberland stehe die „rostige Gefühlsachterbahn“, es werde hoch geflogen, bis zu den Wolken; und unmittelbar danach tief abgestürzt – aber immer auf Nummer sicher, immer schön mit Fallschirm. „Nie mehr allein aufgewacht / Du liegst nicht mehr neben mir / Du machst mich jeden Tag stärker.“ Wer solle in diesem On-Off-Chaos durchblicken? Die Logik sei angesichts der Schräglage der Bilder längst über Bord gegangen.
Auch, dass es sich bei den „zopfigen 90er-Vierviertel-Karussellbremser-Bummsbeats“, von vorne bis hinten begleitet von „billigen Echoeffekten, Keyboards aus der Großraumdiskohölle“, hier einer Gitarre und da einem Fingerschnippen, um neuen zeitgemäßen Sound, um den Sound unserer Tage handeln soll, wäre Fromm von alleine kaum aufgefallen. Er hätte das sonst für etwas aufgebassten Aufguss von Den Harrows Don’t Break My Heart oder ähnlichen „Gruseligkeiten“ gehalten. Sollte die „ganz besondere Story, die unbedingt erzählt werden muss“ stimmen, liefere sie nichts weiter als den Beleg dafür, wie mühe- und ergebnislos sich ein Reisebudget verplempern lasse. Aus Mai werde kein Michael Jackson und aus ihren nichtssagenden, einfallslosen Liedchen kein Thriller, bloß weil bei den Aufnahmen dasselbe Mischpult Verwendung fand.
Zwölf „öde Tracks“ hätten vollauf gereicht. Die zweite CD birge die „größten Songs ihrer letzten Jahre und auch aus ihrer ‘Wolkenfrei’-Zeit“. Als ob irgendjemand bei Mais ausufernder Diskografie (4 Alben) eine Chance gehabt hätte, den Überblick zu verlieren. „Alle Songs sind neu eingesungen und in einen neuen, zeitgemäßen Sound gebettet“. Um sich vorzustellen bräuchte man in etwa so viel Fantasie wie für die Zusammenstellung dieser Titelliste. Die Texte würden von ewiger Liebe reden, die aber hält gerade einmal bis zum nächsten Lied. Was „wild“ und „verrückt“ sein will, versande in biederen „Sachbearbeiterinnen-All-incluvive-Urlaubsträumen“, in denen die große Freiheit darin bestünde, in Jeans und T-Shirt am Strand entlang zu spazieren. „Du nimmst mich bei der Hand, ich zeige dir das Zauberland.“ Purs Abenteuerland habe Aufregenderes zu bieten gehabt und deren Hartmut Engler trug vielleicht eine fragwürdigere Frisur spazieren, verfügte aber ganz sicher über einen um ein Vielfaches umfangreicheren Wortschatz. Am Ende des Albums quellen einem die allgegenwärtigen Sonnen, Wolken und Sterne, Strände und Farben zusammen mit der Zuckerwatte nur so aus den Ohren.
Den einzigen winzigen Hauch von Abwechslung bringe Olexesh mit, auch wenn die Entstehungsgeschichte schon wieder als eine einzige „Klischeepolonaise“ präsentiert würde. Bezeichnend, für wie blöd man seine Kundschaft ganz offensichtlich halte, wenn man denkt, irgendjemand könnte wirklich glauben, die Kontaktaufnahme sei genau so abgelaufen und nicht etwa von geschäftstüchtigen Marketing-Leuten hinter den Kulissen eingefädelt worden. „Er ist auch super höflich und super nett und ganz korrekt / Hat mich sehr überrascht als wir dann im Studio waren, wie kreativ und schnell er gearbeitet hat.“ Ein Rapper kann kreativ sein, zielstrebig arbeiten und dazu noch nett, höflich und korrekt sein, wirklich überraschend! Bloß gut, dass Mai keine Genre-Grenzen kenne. Sonst würde sie am Ende noch merken, wie tief drin im Schubladendenken sie gefangen sei. laut.de betitelte Schlager als eines der 30 schlimmsten Alben des Jahres 2018.
- Patrick Kollmer vom deutschsprachigen Musikportal schlagerplanet.com beschrieb Schlager als sicherlich eines der wichtigsten Alben des Jahres. Das Album erweitere das Genre um viele neue Einflüsse, Stile und Sounds, die teilweise erstmals auf diese Art vermischt wurden. Thematisch bliebe sich Mai dagegen treu: Es geht um Liebe, das Leben genießen, nach Rückschlägen wieder aufstehen und wahre Freundschaften. Musikalisch wage sie einiges und wird den Schlager damit auf jeden Fall verändern. Das Wesen des Schlagers sei es schon immer gewesen neue Stile aufzunehmen, wie Disco und Funk in den 1970ern, „Keyboard-Pop“ in den 1980ern und „Gitarren-Rock“ in den 1990ern. Mai sorge dafür, dass der Schlager seine Wandelbarkeit behält und drücke ihm den Stempel unserer Zeit auf.[36]

- Volker Probst vom deutschen Nachrichtensender n-tv kommt zu dem Entschluss, das was auf Schlager zu hören ist, sei einfach keine sonderlich gute Musik. Es handele sich um 24 schlappe Songs. Weder was die Lieder an sich, noch was deren Arrangements angeht. Von den Texten der Marke „Du bist mein Sommer, viel heißer geht’s nicht mehr, ich will mich an dir verbrennen, ohne Sonnenschutz ans Meer, oh oh oh“ mal ganz zu schweigen. Besonders augenfällig sei es bei den neuen Versionen der alten „Mai-Songs“ auf der zweiten CD, die letztlich einfach nur in ein Bad aus „Synthie-Brei“ getaucht und lauwarm abgespritzt wurden. Innovation gleich Null. Wolle man Schlager definieren, macht genau das ja auch ein Stück weit das Genre aus. Charakteristisch für diese Gattung seien “einfachste musikalische Strukturen und triviale Texte, die an das Harmonie- und Glücksverlangen des Zuhörers appellieren”, lehrt uns etwa Wikipedia. Nichts Schlimmes. Dass viele Menschen gar nichts anderes möchten, wenn sie ihre Lautsprecher aufdrehen, belege nicht zuletzt der Erfolg, den die durchaus „sympathische“ Mai seit mehreren Jahren feiert. Aber benennen könne man ihren Sound dann eben doch als Schlager.[56]

- Die deutschsprachige Internetseite vip.de ist der Meinung, dass die Intention, die Mai mit Schlager verfolgt, durchaus positiv gewertet werden kann: „Schluss mit Schubladen. Schluss mit Einschränkungen. Hoch lebe die künstlerische Freiheit.“ Soweit die Theorie. Die Praxis sehe schon wieder anders aus. Mai habe den Aha-Effekt mit ihrer ersten Single Wir 2 immer 1 und der spontanen Zusammenarbeit mit Rapper Olexesh noch auf ihrer Seite gehabt, aber auf Albumlänge geize sie dann doch mit allzu großen Überraschungen. So könne auch der Opener Wiedersehen nicht darüber hinwegtäuschen, dass sich Mai eben doch nicht so ganz von ihren Schlager-Wurzeln lösen kann. Das wäre auch nicht weiter schlimm, denn, um das mal vorwegzunehmen, bleibe unterm Strich ein sauber produziertes, „modernes Pop-Album“ mit den genretypischen „Reim dich oder ich fress dich“-Texten (Mein Sommer). Alles bleibe immer schön tanzbar (Fallschirm) und das „Elektro-Gepumpe“ wird hier und da durch luftigere Lieder aufgebrochen (Wie es einmal war). Was Mai macht, mache sie eben gut. Fans der ersten Stunde sollten sich zumindest nicht zu sehr vor den Kopf gestoßen fühlen. Ab und zu lasse Mai aber dann doch ihren Willen aufblitzen, gänzlich über ihren Tellerrand zu schauen. Die Nummer Glücksbringer überrasche mit einer kleinen wohl aus dem Dubstep entlehnten Hinführung zum Refrain, ergieße sich dann aber in einem „Schema F Refrain“. Gerade das Stück sei ein gutes Beispiel dafür, dass sich Mai doch nicht so ganz traut, jegliche Erwartungshaltung abzuschütteln und sich wirklich freizumachen. Aber vielleicht wolle sie das ja auch gar nicht. Schlager sei auf jeden Fall nicht der große Befreiungsschlag, den uns ihre Marketingabteilung verkaufen will.[57]

## Chartplatzierungen
Schlager platzierte sich in der ersten Verkaufswoche an der Chartspitze der offiziellen Midweekcharts in Deutschland. Das Album konnte den starken Verkaufsstart bestätigen und erreichte schließlich in der ersten Chartwoche Rang eins der deutschen Albumcharts. Das Album konnte sich eine Woche an der Chartspitze, zwei Wochen in den Top 10 und neun Wochen in den Charts platzieren. Des Weiteren platzierte sich das Album ebenfalls an der Chartspitze der deutschsprachigen Albumcharts sowie der Chartspitze in den wöchentlichen Schlagercharts in Deutschland. In der Augustausgabe der monatlichen Schlagercharts belegte das Album ebenfalls die Spitzenposition, womit Schlager das verkaufsstärkste Schlageralbum des Monats war. In Österreich erreichte das Album Position drei und konnte sich zwei Wochen in den Top 10 und fünf Wochen in den Charts halten. In der Schweiz erreichte Schlager Position fünf und hielt sich eine Woche in den Top 10 sowie ebenfalls fünf Wochen in den Charts. 2018 platziere sich das Album auf Position 79 der deutschen Album-Jahrescharts.
Für Mai ist Schlager der fünfte Charterfolg in Deutschland, Österreich und der Schweiz. Es ist ihr vierter Top-10-Erfolg in Deutschland und Österreich sowie ihr dritter in der Schweizer Hitparade. In Deutschland ist Schlager nach Regenbogen der zweite Nummer-eins-Erfolg Mais. Sie ist damit die jüngste Schlagersängerin mit zwei aufeinanderfolgenden Nummer-eins-Erfolgen in den deutschen Albumcharts. Die Chartliste der deutschsprachige Alben führte Mai hiermit ebenfalls nach Regenbogen zum zweiten Mal an. In den Schlagercharts ist es Mais vierter Nummer-eins-Erfolg in Folge.
| ChartsChartplatzierungen | Höchstplatzierung | Wochen |
| ------------------------ | ----------------- | ------ |
| Deutschland (GfK)        | 1 (9 Wo.)         | 9      |
| Österreich (Ö3)          | 3 (5 Wo.)         | 5      |
| Schweiz (IFPI)           | 5 (5 Wo.)         | 5      |

| ChartsJahrescharts (2018) | Platzierung |
| ------------------------- | ----------- |
| Deutschland (GfK)         | 79          |